# Hökensås golfklubb

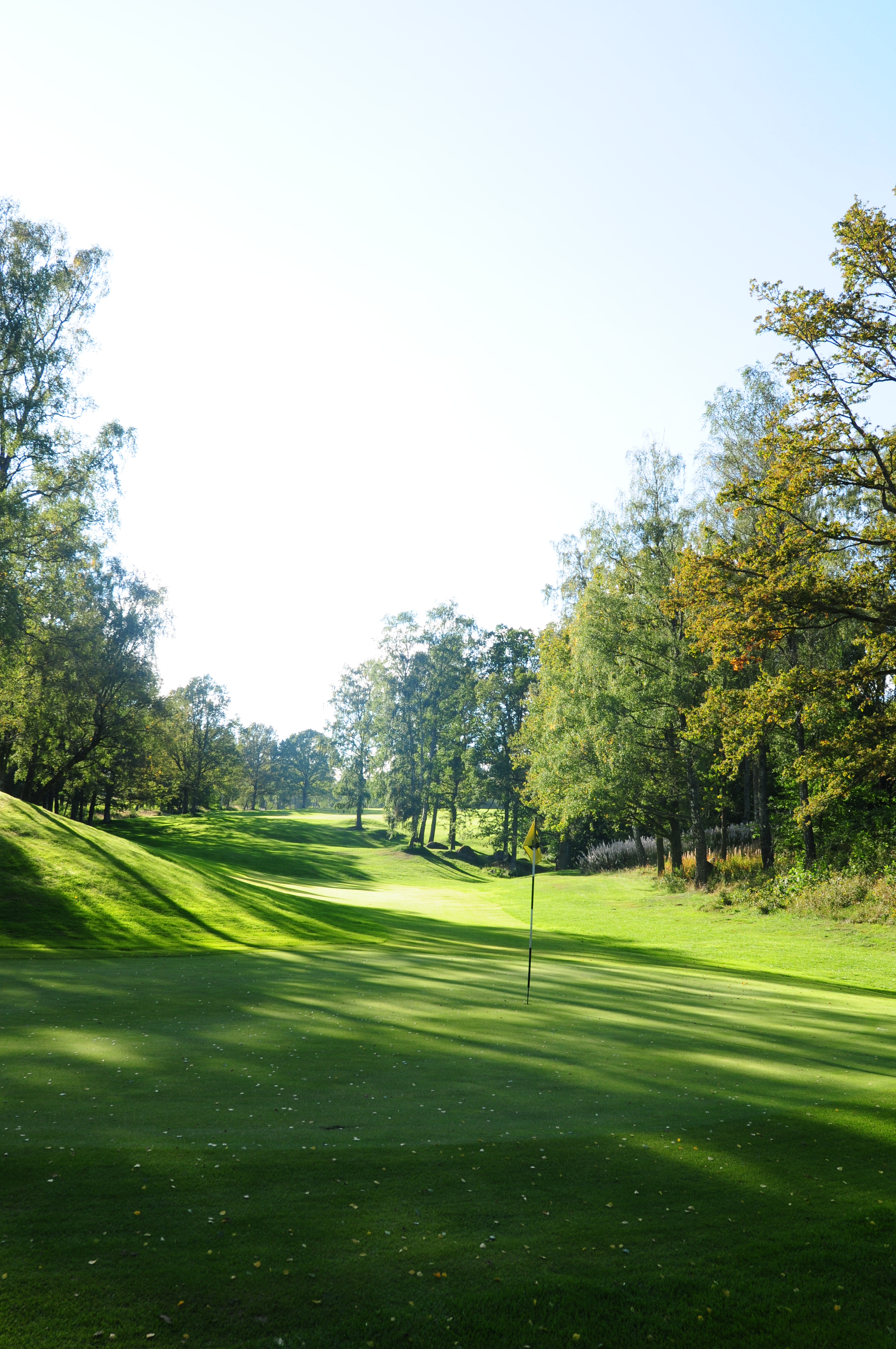
Vy från green på gul 2

Hökensås golfklubb är en golfanläggning i Hjo kommun med anor från 1960-talet. Klubben ligger på den östra sidan av Hökensås sluttning med utsikt över sjön Vättern; på nästan alla hål syns Vättern som en del av landskapsbilden. Själva golfanläggningen består av tre separata slingor om nio hål vardera. Slingorna har olika layouter men håller samma standard och underhålls likvärdigt. Varje dag kombineras två av dessa slingor till "dagens 18-hålsbana"; den tredje slingan blir då "dagens 9-hålsbana". Samtliga tre slingor startar och slutar vid klubbhuset.

## Historia
- 1961 - 28 december bildades Hökensås Golfklubb och beslut togs att bygga en 9-håls bana. Som arkitekt anlitades Douglas Brasier som var Pro vid Åtvidabergs GK och låg bakom utformningen av ett flertal av landets banor under 1950- och 60-talen. Kostnaden för bygget blev 90 000 kr förutom allt ideellt arbete som lades ned av pionjärerna.
- 1963 - 15 maj öppnades banan för spel, trots att det återstod en hel del arbete med stenplockning och annan finputsning. Medlemsantalet var då 150 st.
- 1970 - talet Tack vare stöd från Hjo kommun vågade man sig på att bygga ut banan till 18 hål. Genom detta stöd kunde AMS engageras och klubben fick på så sätt tillgång till viss arbetskraft.
- 1980 invigdes den nya banan med 18 hål.
- 1991 - 24 oktober på grund av stor medlemstillströmning och svårigheter att komma ut på banan, beslöt höstmötet med knapp majoritet, att bygga ut banan med ytterligare 9 hål, och blev därmed Skaraborgs första anläggning med 27 hål. Även denna gång fick klubben stöd av Hjo kommun genom en borgensförbindelse som bidrog till goda lånevillkor.
- 1993 invigdes de följande 9 hålen av landshövding Birger Bäckström i samband med att Hökensås Golfklubb firade 30-årsjubileum.

### Andra betydande händelser av vikt för verksamheten
- 1981 byggdes maskinhall och personalutrymmen.
- 1986 nuvarande klubbhus togs i bruk.
- 1989 investerades i en helautomatisk bevattningsanläggning med vatten från Vättern.
- 1992 en överenskommelse med Almnäs Bruk AB gjorde det möjligt att få tillgång till de hus som fanns inom anläggningens område vilket skapade förutsättningar att kunna erbjuda boenden för gäster.[2]

## Slingor[3]
| Blå slinga | 9 hål | Par 36 |  | Park- och skogsbana | Spelklar 1963 | Arkitekt: Sune Linde |

| Gul slinga | 9 hål | Par 36 |  | Park- och skogsbana | Spelklar 1980 | Arkitekt: Sune Linde |

| Röd slinga | 9 hål | Par 36 |  | Park- och skogsbana | Spelklar 1993 | Arkitekt: Sune Linde |